# ヘイヴン
ヘイヴン（英: Haven）は、イギリスのロックバンド。1996年に結成され、2005年に解散。コーンウォールペンザンス出身。

## メンバー
- ゲイリー・ブリッグス（Gary Briggs）：ボーカル、ギター
解散後、ピーター・フック、元プライマル・スクリームのマニ、アンディ・ルークによるトリプルベースバンド「Freebass」にボーカルとして参加。その後、マンチェスターの音楽教室で講師をしている。
- ナット・ウェイソン（Nathan Wason）：ギター
解散後、ゲイリーとナットはバンドThe Straysを結成するも間もなく解散。
- イワン・グロノウ（Iwan Gronow）：ベース
- ジャック・ミッチェル（Jack Mitchell）：ドラム
解散後、イワンとジャックはバンドMutineersに参加。また、ジョニー・マーのサポートバンドのメンバーを務めている。

### 旧メンバー
- トム・ルイス（Tom Lewis）：ドラム

## 来歴
1996年に結成。1998年にザ・スミスの初代マネージャーであるジョー・モスに見出され、翌1999年にマンチェスターに活動拠点を移す。2001年5月にバンド初のリリースとなるEP「Till The End」をリリース。「Till The End」レコーディング後にドラムのトム・ルイスが脱退。2002年2月にジョニー・マーがプロデュースを手掛けた1stアルバム『BETWEEN THE SENSES』でアルバムデビューを果たし、全英26位を記録。同年、サマーソニックに出演。
2003年6月、2ndアルバムのレコーディング中にギタリストのナットが顔面神経障害を患いバンドはレコーディングを中断し、ナットの回復を待つことになる。半年後の2004年3月に2ndアルバム『ALL FOR A REASON』をリリース。ジョニー・マーの他にマニック・ストリート・プリーチャーズやオーシャン・カラー・シーンのプロデュースで知られるデイヴ・エリンガがプロデュースを担当し、マーは2曲の共作及びギターを担当。同年、フジロックフェスティバルに出演。2005年に解散。

## 作品

### シングル・EP
- Til The End EP （2001年5月）
- Beautiful Thing （2001年7月）
- Let It Live （2001年9月） 全英72位
- Say Something （2002年1月） 全英24位
- Til The End （2002年4月） 全英28位
- Let It Live （2002年6月）
- Tell Me （2003年7月）
- Wouldn't Change a Thing （2004年3月） 全英57位